# Dunchon-dong
Dunchon-dong (koreanska: 둔촌동) är en stadsdel i stadsdistriktet Gangdong-gu i Sydkoreas huvudstad Seoul. 
Dunchon 1-dong var tidigare ett område som dominerades av flerfamiljshus färdigställt 1980. År 2012 hade området 20 000 invånare. År 2019 påbörjades rivning av området och ett nytt bostadsområde byggs som beräknas vara klart under 2022. 

## Indelning
Administrativt är Dunchon-dong indelat i:
| Namn    | Namn               | Yta i km² | Invånare 31 dec 2019 |
| ------- | ------------------ | --------- | -------------------- |
| 둔촌1동 | Dunchon 1(il)-dong | 0,92      | 283                  |
| 둔촌2동 | Dunchon 2(i)-dong  | 0,98      | 27 752               |